# 山下晴加
山下 晴加（やました はるか、1995年11月5日 - ）は、日本のモデル。ミス・ワールド2017に出場したことで知られる。 

## 経歴
1995年11月5日、東京都に生まれる。幼少期はアメリカ・ニュージャージー州で暮らす。幼稚園の卒園アルバムによると、将来の夢は「ディズニーランドのお掃除の人」。2008年4月1日、中学校入学。在学中、生徒会長を歴任。2011年4月1日、慶應義塾女子高等学校入学。部活でラクロスにいそしむ。
2014年4月1日、慶應義塾大学法学部法律学科入学。福澤諭吉記念文明塾所属。2年生のとき、一年間ワシントン州シアトルにあるワシントン大学へ留学。
福澤諭吉記念文明塾では「Girls’Future」という女子高校生向けのキャリア教育支援プログラムを開発していた。しかし、あまりに発信力が弱いことに気づき、より発信力をつけて活動を展開させたいと感じていた。そんな時、先輩がミス・ワールドに出たという報に接し、「目的ある美」という理念を気に入って国内大会に応募。2017年9月4日、4年生在学中、ミス・ワールド・ジャパンに選ばれる。7150人の応募者の頂点に立つ。 
2017年10月16日、ミス・ワールド2017はシンガポールで開会。いくつかの審査の後、11月18日に海南島で行われた決勝でTop15に残る。ちなみに、タレント部門ではバレエを披露。
2018年3月31日、慶應義塾大学卒業。外資系投資銀行に就職。
2021年、Oh My Boss（オー・マイ・ボス）に日本人アイドル「Miyakawa Arsuuki」役で出演。

## 人物
審美歯科のアイエスデンタルクリニック（港区北青山）を利用している。ミス・ワールド・ジャパン2016審査員特別賞の鈴木早紀（大学の先輩）のInstagramでここを知ったのがきっかけ。歯がきれいになったことで自信もつき、ミス・ワールド・ジャパン出場に当たってプラスに作用した。
趣味・特技は英語（TOEIC：970点）、クラシックバレエ、ダンス、運動、料理、茶道、写真、美術鑑賞、旅行。
好きな芸人はロバート秋山。